# Етіологія (філософія)
Етіоло́гія (англ. Etiology (/iːtiˈɒlədʒi/; від дав.-гр. αἰτία — причина та дав.-гр. λόγος — судження; також aetiology або ætiology) — вивчення причинно-наслідкового зв'язку або виникнення якоїсь сутності або події з філософської точки зору.
Слово найчастіше використовують в медичній і філософській практиках, де його використовують для позначення причин того, що відбувається, поза контекстом їх властивостей. Поняття існує також у фізиці, психології, вченні про владу, географії, просторовому аналізі, теології, біології тощо. Також це означають як міждисциплінарну галузь знань, яку застосовують для вивчення причин різних явищ. Застосовують поняття «етіологія» у міфології для пояснення походження культової практики, природних явищ, власних імен тощо.